# Бругмансия белоснежная
Бругма́нсия белосне́жная (лат. Brugmánsia ×candída) — вид тропических растений рода Бругмансия семейства Пасленовые (Solanaceae), небольших деревьев или кустарников, производящих тропановые алкалоиды.
Растение также известно под многими другими наименованиями: исп. Frolipondio (фролипондио), англ. Tree Datura (Дурманное дерево, Древесный дурман), англ. Angel's Trumpet (Ангельские трубы) или англ. White Angel's Trumpet (Белая ангельская труба), англ. Borrachero, англ. Tree of the Evil Eagle, Brug, Hua-cacachu, исп. Toé, Шипибо Canachiari.

## Ботаническое описание

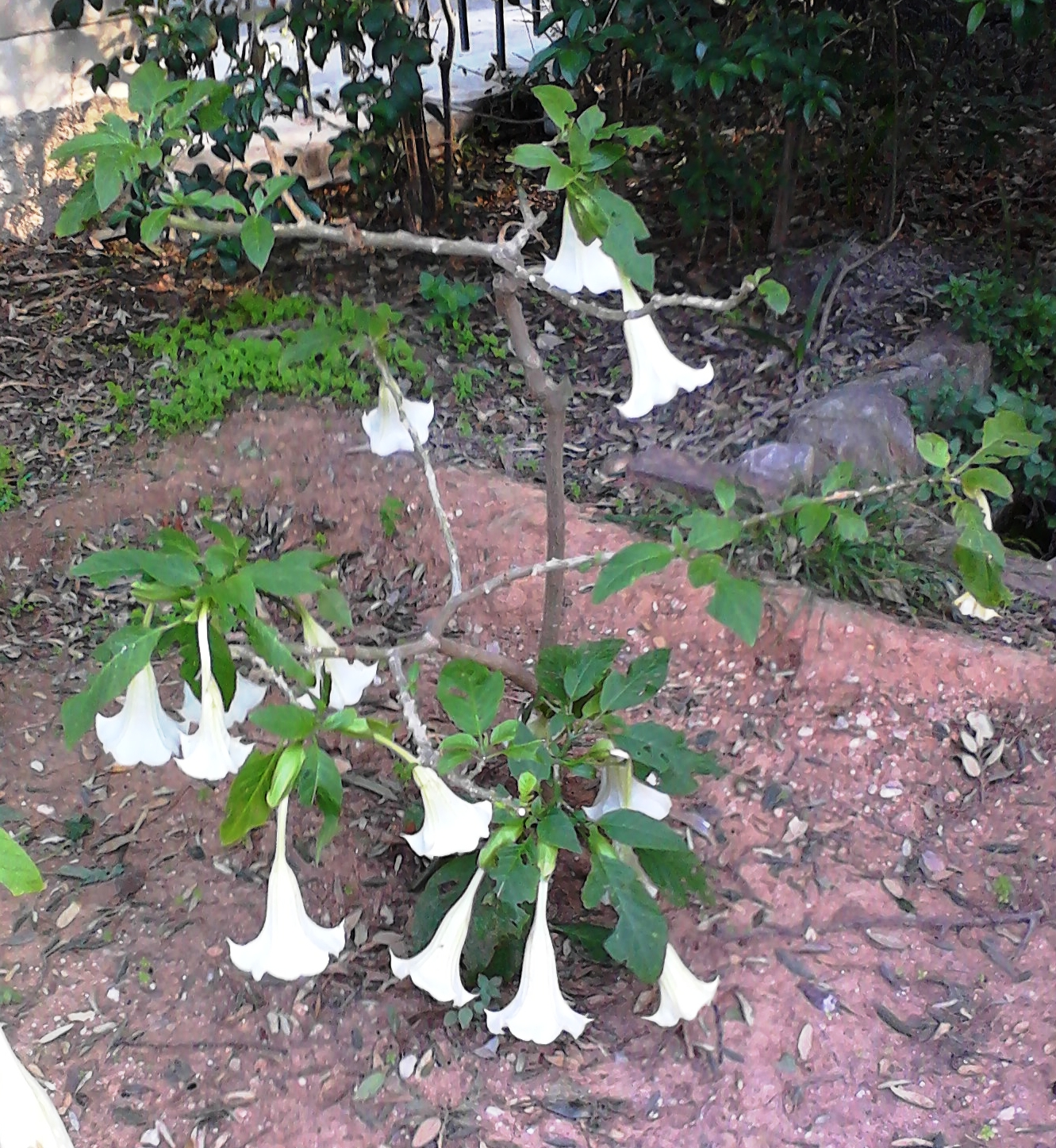
Общий вид бругмансии белоснежной

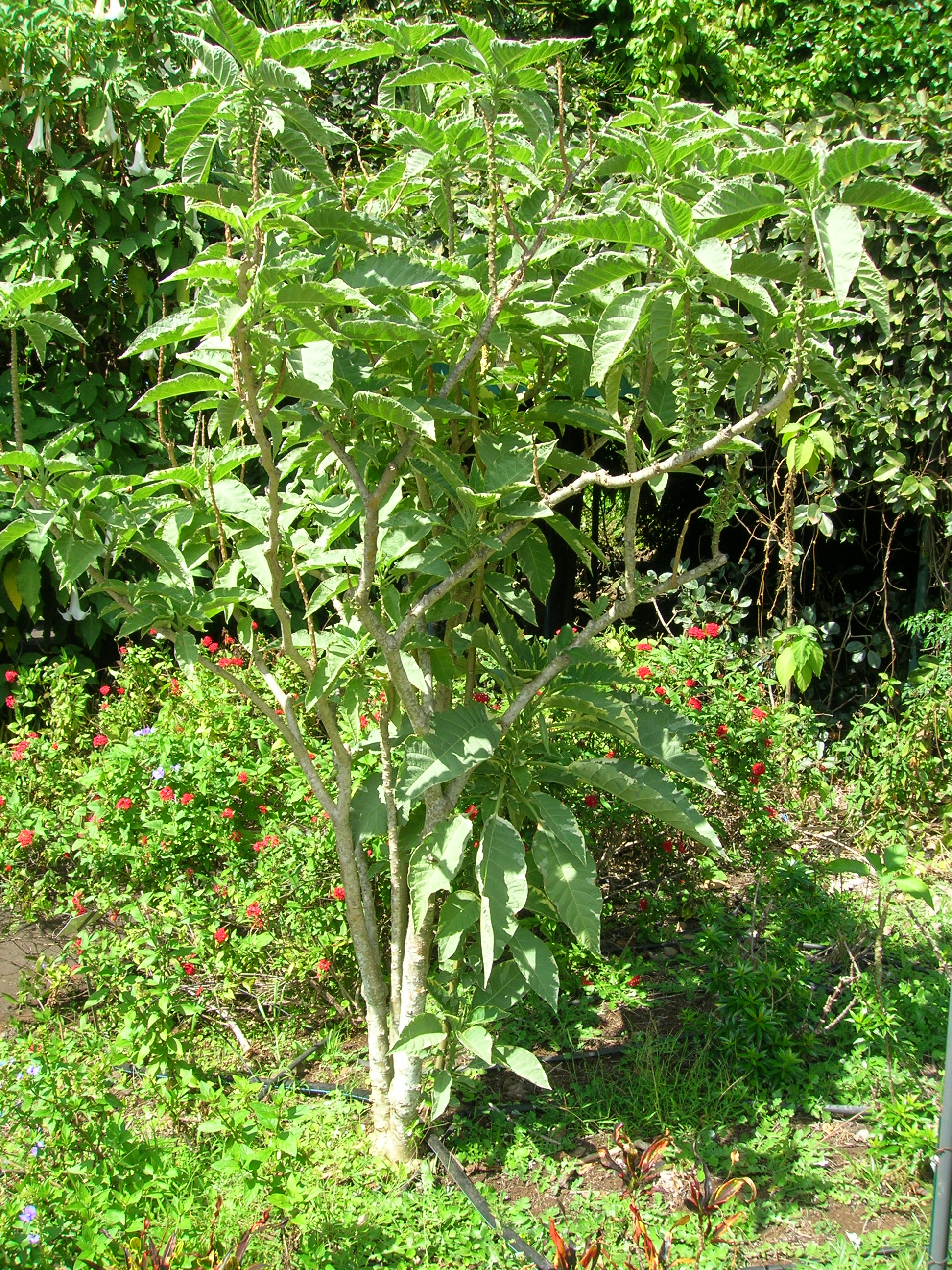
Brugmansia x candida (Мауи, очаровательные цветочные сады Кула)

Кустарник или дерево до 5 м высотой; ветви крепкие, зеленые, опушенные восходящими волосками.

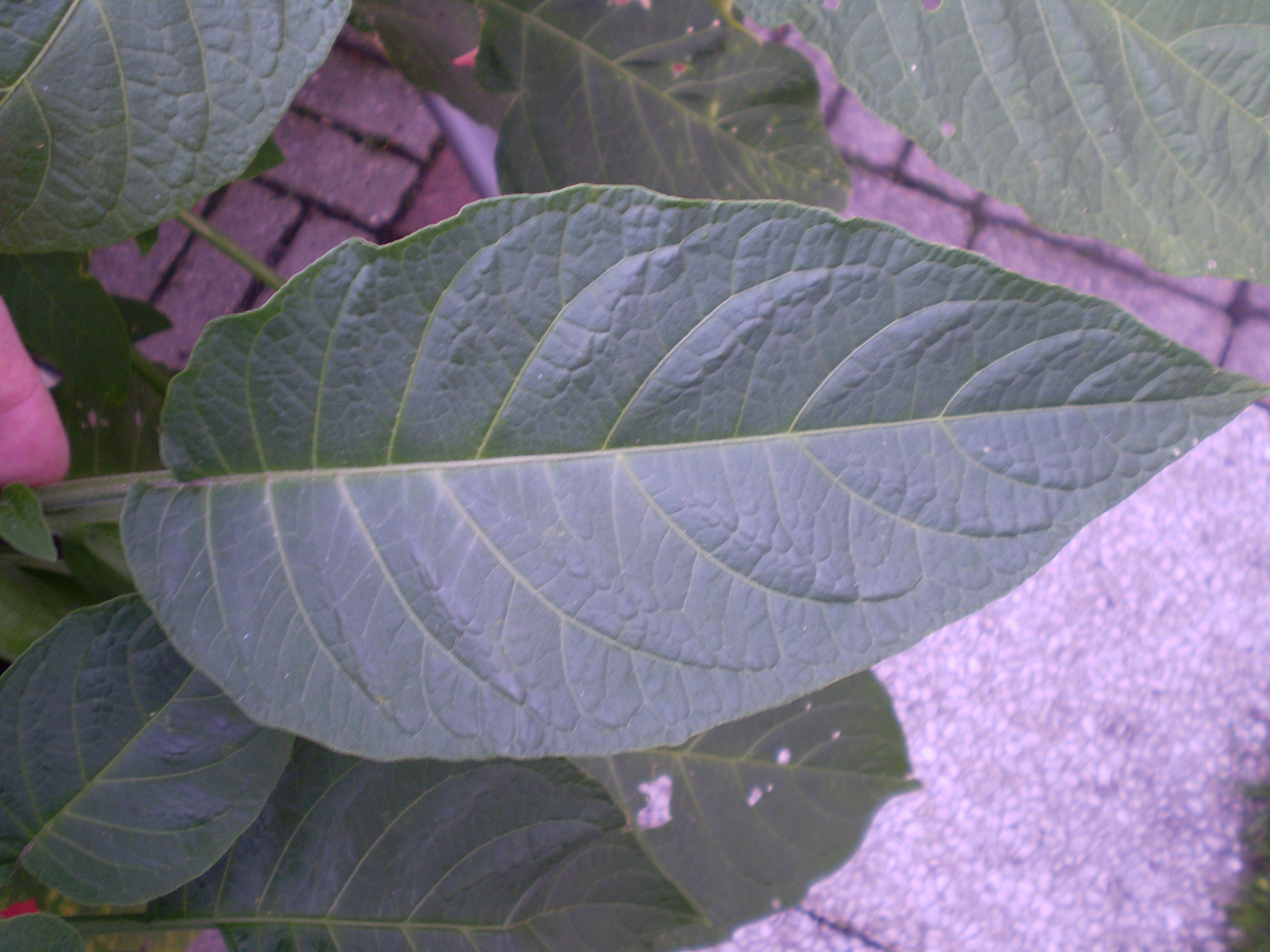
Лист бругмансии белоснежной

Листья овальные, слегка опушённые с гладкими краями, расположены на черешках длиной до 13 см.
Корни мочковатые, у поверхности создают плотный, постепенно расширяющийся одеревенелый слой. При этом в глубину уходят также и прямые стрежневидные корни, которые, впрочем, довольно легко выдёргиваются руками.

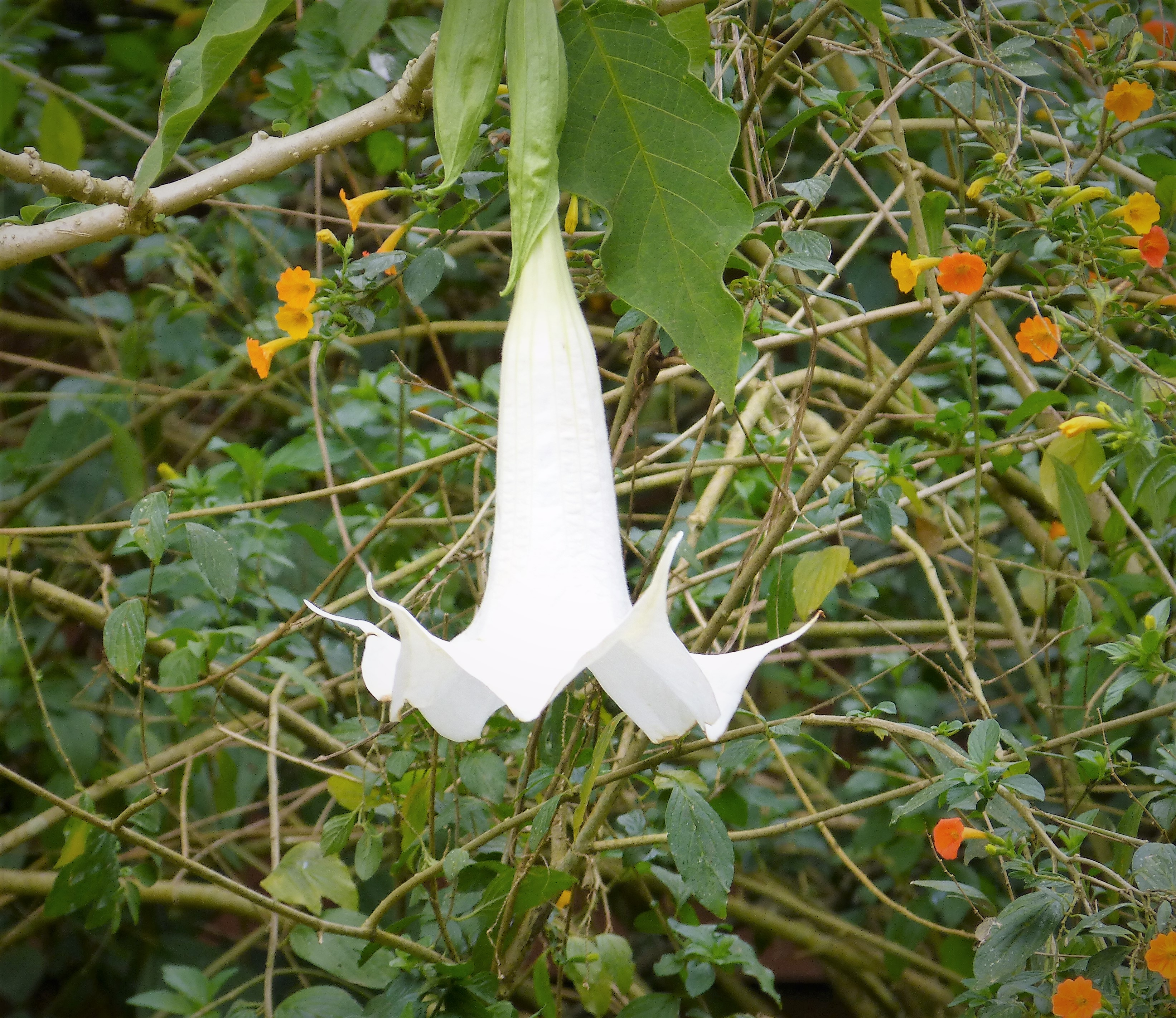
Белый цветок "Ангельских труб"

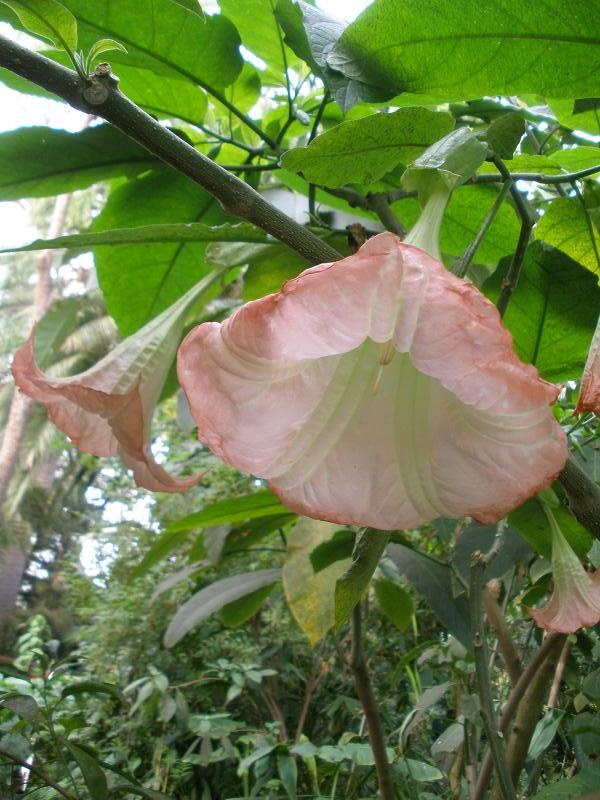
Цветы Brugmansia × candida „Grand Marnier“ в садах Кью, Англия.

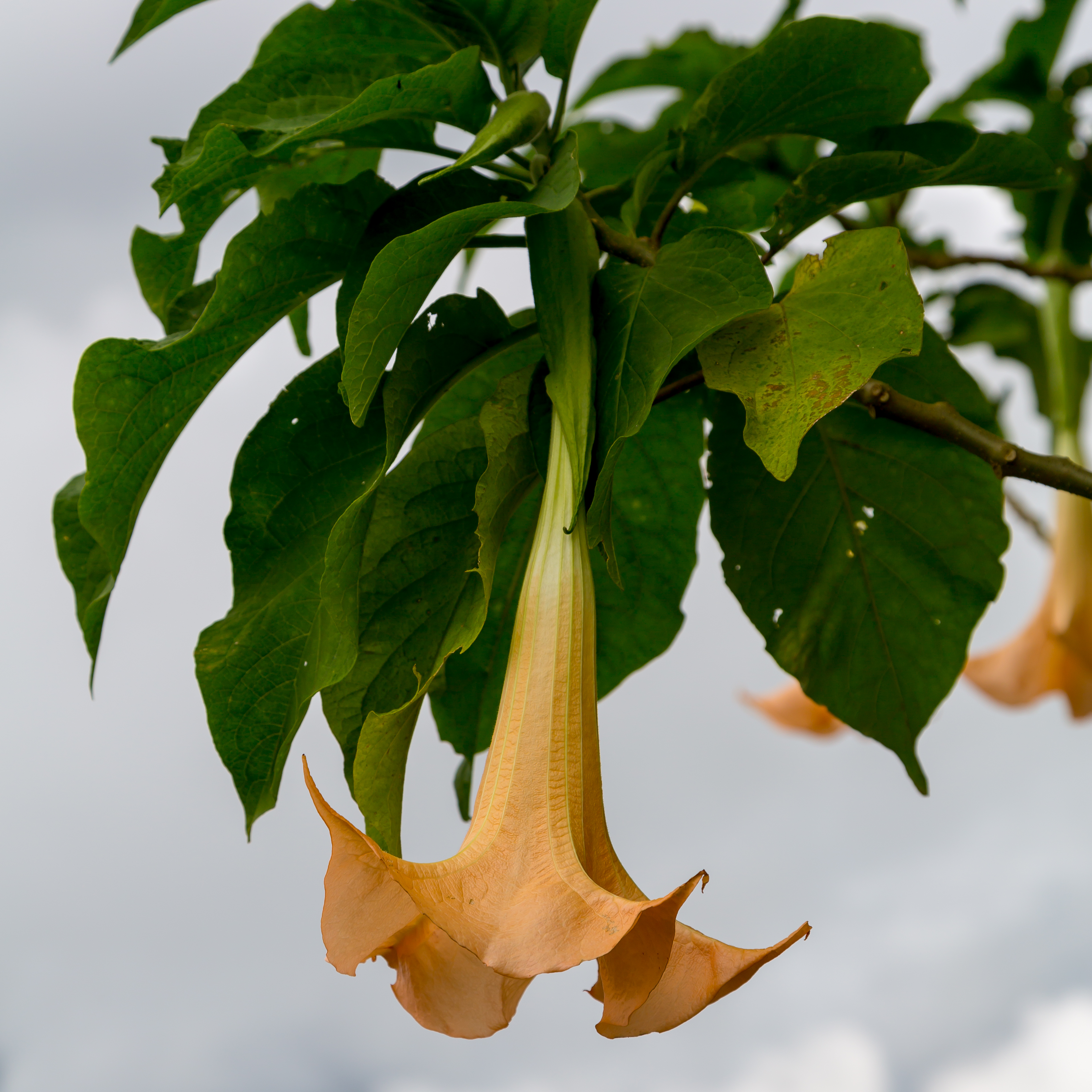
Оранжевый цветок "Ангельских труб" (Набалу, Сабах, Малайзия)

Цветки трубчатые, сильнопахнущие, особенно в вечернее время, поникающие, достигают в длину 20—25 см, диаметр раструба до 15—20 см, направленные вниз. Венчик имеет 5 сросшихся лепестков длиной до 30 см. Встречаются сорта с белыми, жёлтыми и бледно-розовыми, кремовыми, оранжевыми и абрикосовыми цветками.

## Ареал
Brugmansia ×candida распространена в большей части тропиков и субтропиков Южной Америки (Аргентина, Чили, Бразилия, ⁣Эквадор, Перу, Вест-Индия); акклиматизирована в тёплых регионах США. Культивируется как декоративное растение по всему миру — и в открытом грунте, и в оранжереях. В открытом грунте при температуре в зимний период ниже 0° верхняя часть растения отмирает, весной молодые побеги отрастают вновь. На большей части территории России культивируется как кадочное растение. В субтропических условиях южного побережья Крыма и черноморского побережья Кавказа возможно выращивание в открытом грунте, хотя в этих регионах бругмансии попали относительно поздно и пока ещё довольно редки.

## Экологическая характеристика
В субтропических условиях одеревенение надземной части растения происходит недостаточно быстро, поэтому цветущий кустарник погибает во время январских заморозков, однако весной-летом новые стебли растут очень быстро, достигая 2—3 м в высоту, особенно в условиях, когда дневная температура превышает +25 °C. Повышенная влажность воздуха также благоприятно сказывается на росте.
Бутоны начинают формироваться только после того, как растение начинает ощущать резкий перепад (10—15 °C) между дневной и ночной температурами. Особенно хорошо это заметно при уменьшающейся влажности воздуха в условиях влажных субтропиков осенью. Цветение начинается довольно поздно, после формирования надземной части, и происходит волнообразно, в несколько заходов. Первый раз бругмансии в условиях влажных и полувлажных субтропиков зацветают в конце августа — сентябре, затем вновь в октябре — ноябре, но бутоны третьего захода, как правило, гибнут от ночных декабрьских заморозков. При этом во время каждого захода на хорошо развитом кустарнике образуется 200—300, а на дереве до 600 цветков. Залогом пышного цветения является внесение удобрений (предпочтителен нитрат аммония). Также важна посадка растения в открытом, солнечном, хорошо увлажнённом месте. Продолжительность каждого захода цветения 3—5 дней. В тропических условиях и в мягкие зимы цветение и вегетация продолжаются, а кустарник за 10–20 лет постепенно превращается в дерево высотой 2,5–5 м. В субтропиках повреждённые морозом наземные части размягчаются и вскоре падают на землю; их необходимо обрезать, а оставшиеся одеревенелые пеньки присыпать сухой листвой до весны.
Цветки в естественных условияx произрастания дают плоды.

## Выращивание в культуре
Размножение в искусственных условиях — вегетативное. Хорошо прорастают как части корневищ, так и пророщенные черенки растения.
Для вегетативного размножения часть верхнего слоя необходимо разрубить топором, а потом выкорчевать секирой или лопатой. Предпочитают расти в смеси торфа, глины и песка.

## Химический состав
Brugmansia ×candida — ядовитое растение,  продуцирующее тропановые алкалоиды, наиболее важными из которых (благодаря антихолинергической активности) являются атропин гиосциамин, 6β-гидроксигиосциамин (анизодамин) и скополамин. Ядовиты все части растения: корни, стебли, листья, цветы и плоды.

## Значение и применение
Бругмансия белоснежная выращивается в основном как декоративное растение.

### Лекарственное применение
В Латинской Америке используется для лечения абсцессов, опухолей, ревматизма, астмы, глазных инфекций, артрозов. Используется как глистогонное. Для приготовления компресса используют расточенные свежие листья и цветы, иногда добавляют соль и мапачо. Известно об использовании Brugmansia candida в медицинских целях чилийскими индейцами племени мапуче, колумбийским племенем чибча, перуанским индейцам. В доколумбову эпоху высокие галлюциногенные свойства бругмансий использовали в религиозных обрядах и в лечебных целях и многие другие южноамериканские индейцы. В настоящее время в Аргентине имеются промышленно ориентированные плантации бругмансий, на которых она выращивается для нужд биохимической и фармакологической промышленности.

### Ритуальное использование
Согласно верованию курандерос племени шипибо, Brugmansia ×candida является растением, способным давать знания о том, как лечить заболевания (как и бразилиопунция). В традиции такие растения носят название «Растение-учитель».
Бругмансия почитается коренными народами Южной Америки. Знахари из племени урарина и других общин в северных перуанских Андах используют это растение в своих шаманских практиках — для них бругмансия открывает двери в духовный мир, позволяя общаться с божественными сущностями. В некоторых ритуалах традиционных церемоний бругмансию готовят как напиток или вдыхают как дым. Курандерос готовили эликсиры из листьев и цветов, чтобы получить яркие духовные встречи. В Амазонии такие племена, как ингано и сиона, использовали ее для ритуалов исцеления, гадания и общения с предками.